# 燕巢庄
燕巢庄為臺灣日治時期1920年至1945年間存在之行政區，轄屬高雄州岡山郡。今高雄市燕巢區中南部。

## 行政區劃
燕巢地區在清代屬觀音上里、觀音中里，在1897年5月隸屬於鳳山縣阿公店辨務署。1898年2月5日，鳳山縣公告劃設區，觀音上里分為「援巢區、深水區」，觀音中里分為「楠梓坑區、牛食坑區、圳頭區、滾水仔區」。1898年6月28日，鳳山縣被併入臺南縣。1900年2月12日，圳頭區改為「三奶壇區」，滾水仔區改為「保舍甲區」。同年4月1日，阿公店辨務署併入鳳山辨務署，改為阿公店支署。同年11月15日，深水區併入「援巢中區」，牛食坑區併入「保舍甲區」。1901年11月11日，臺灣的行政區劃改為二十廳，觀音上里、觀音中里隸屬於鳳山廳。1904年4月15日，鳳山廳實施街庄整併。此時的劃分如下：
- 援巢中區
  - 觀音上里：援巢中庄、援巢右庄、千秋藔庄、深水庄、湖子內庄、竹子脚庄、瓊子林庄、吊鷄林庄、滾水庄、滾水坪庄、角宿庄
- 保舍甲區
  - 觀音中里：面前埔庄

1909年10月25日，臺灣的行政區劃改為十二廳，鳳山廳因此廢止，被併入臺南廳，隸屬臺南廳「阿公店支廳」。1920年10月1日，原堡里鄉澚之行政區廢除，街庄社改為大字，援巢中區、部分保舍甲區（面前埔庄）合併為高雄州高雄郡燕巢庄，轄域內分為援巢中、援巢右、千秋寮、深水、湖子內、竹子脚、瓊子林、吊鷄林、滾水、滾水坪、角宿、面前埔等12個大字。1924年12月25日，高雄郡廢郡，燕巢庄劃入岡山郡。1943年10月1日，楠梓庄廢庄，其中鳳山厝、中路林劃入燕巢庄。
二戰後，燕巢庄改為高雄縣岡山區燕巢鄉。
| 1900年   | 1900年   | 1900年                                                     | 1920年 | 1920年 | 現在   |
| 堡里     | 區       | 街庄社                                                     | 街庄   | 大字   | 鄉鎮   |
| -------- | -------- | ---------------------------------------------------------- | ------ | ------ | ------ |
| 觀音上里 | 援巢中區 | 車瓜林庄、崎溜庄、援巢中庄                                 | 燕巢庄 | 援巢中 | 燕巢區 |
| 觀音上里 | 援巢中區 | 五老爺庄、新厝仔庄、援巢右庄                               | 燕巢庄 | 援巢右 | 燕巢區 |
| 觀音上里 | 援巢中區 | 千秋藔庄、施砧仔庄、鞍仔坪庄、麒麟尾庄、番仔田庄、金山仔庄 | 燕巢庄 | 千秋寮 | 燕巢區 |
| 觀音上里 | 援巢中區 | 大崎頭庄、烏山頂庄、深水仔庄、南勢崙庄                     | 燕巢庄 | 深水   | 燕巢區 |
| 觀音上里 | 援巢中區 | 牛梱湖庄、湖仔內庄、石尖庄、坑口庄                         | 燕巢庄 | 湖子內 | 燕巢區 |
| 觀音上里 | 援巢中區 | 竹仔腳庄                                                   | 燕巢庄 | 竹子脚 | 燕巢區 |
| 觀音上里 | 援巢中區 | 瓊仔林庄                                                   | 燕巢庄 | 瓊子林 | 燕巢區 |
| 觀音上里 | 援巢中區 | 吊雞林庄                                                   | 燕巢庄 | 吊鷄林 | 燕巢區 |
| 觀音上里 | 援巢中區 | 江春仔庄、滾水仔庄、銃城仔庄                               | 燕巢庄 | 滾水   | 燕巢區 |
| 觀音上里 | 援巢中區 | 四角林庄、滾水坪庄                                         | 燕巢庄 | 滾水坪 | 燕巢區 |
| 觀音上里 | 援巢中區 | 角宿庄                                                     | 燕巢庄 | 角宿   | 燕巢區 |
| 觀音中里 | 保舍甲區 | 面前埔庄、吊狗嶺庄、破車籠庄、溪尾庄、塔仔腳庄、橫山仔庄   | 燕巢庄 | 面前埔 | 燕巢區 |
| 觀音中里 | 保舍甲區 | 鳳山厝庄、下厝仔庄、頂烏鬼埔庄、下烏鬼埔庄                 | 楠梓庄 | 鳳山厝 | 燕巢區 |
| 觀音中里 | 保舍甲區 | 中路林庄、林口庄、三塊厝庄                                 | 楠梓庄 | 中路林 | 燕巢區 |

## 區、庄長
- 援巢中區長
  - 林肇昌：1900年
  - 李明聰：1905年
  - 林雲如：1910~1915年
  - 陳坤：1916~1920年
- 保舍甲區長
  - 陳榮：1905~1910年
  - 陳清華：1911~1920年
- 燕巢庄長
  - 陳坤：1920~1935年
  - 齋藤三喜：1936~1941年
  - 榎島知學：1942~1945年[10]

## 設施
- 燕巢庄役場
- 燕巢公學校→燕巢國民學校（今燕巢國小）
- 橫山公學校→橫山國民學校（今橫山國小）
- 蓬萊糖業株式會社
- 天然紀念物──泥火山（今烏山頂泥火山自然保留區）